# New Hope, Kentucky
New Hope är en ort i Nelson County i delstaten Kentucky, USA.